# Sportwagen-Weltmeisterschaft 1956

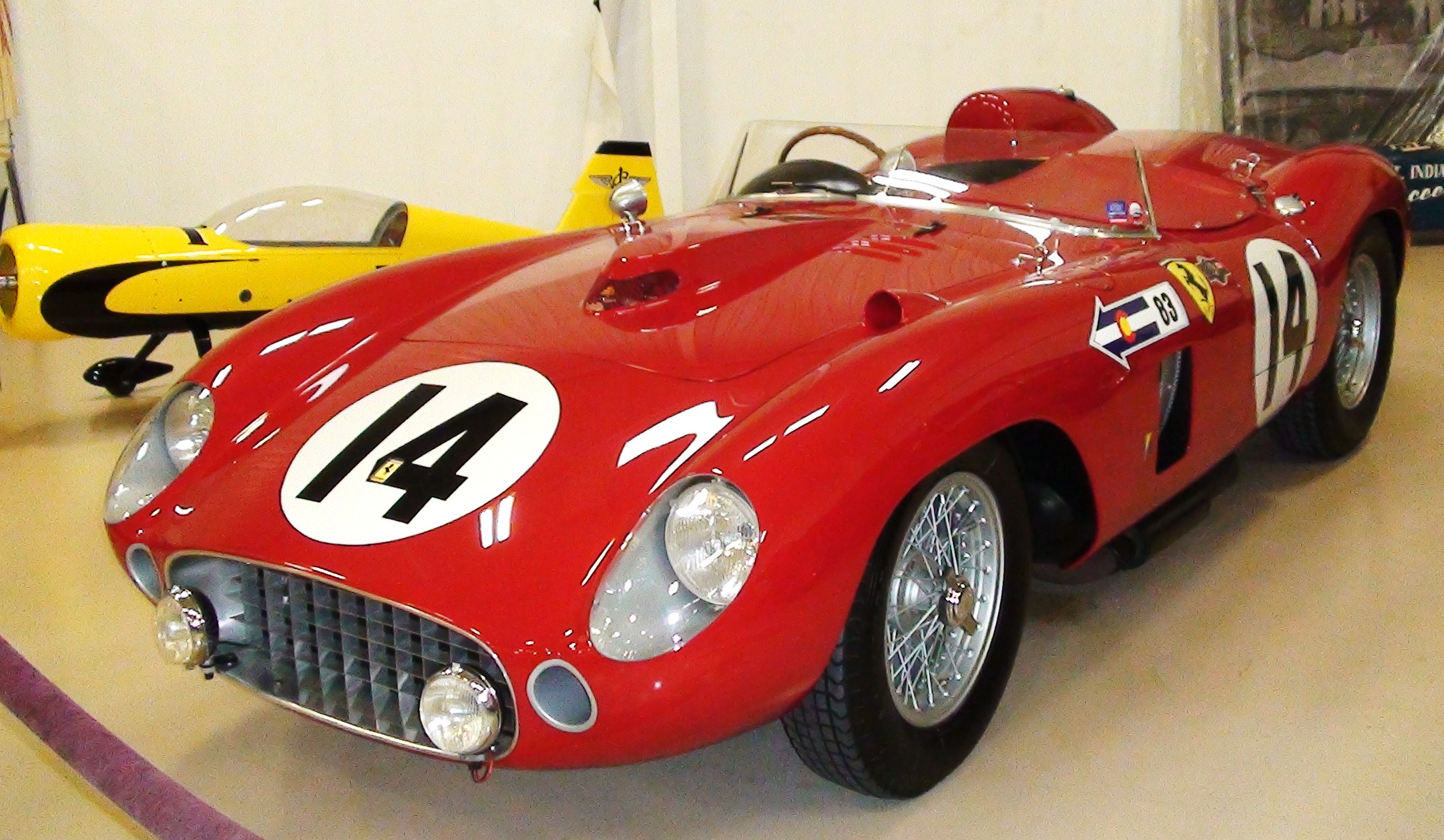
Zwei der erfolgreichen Rennwagenmodelle der Saison; Ferrari 290MM …

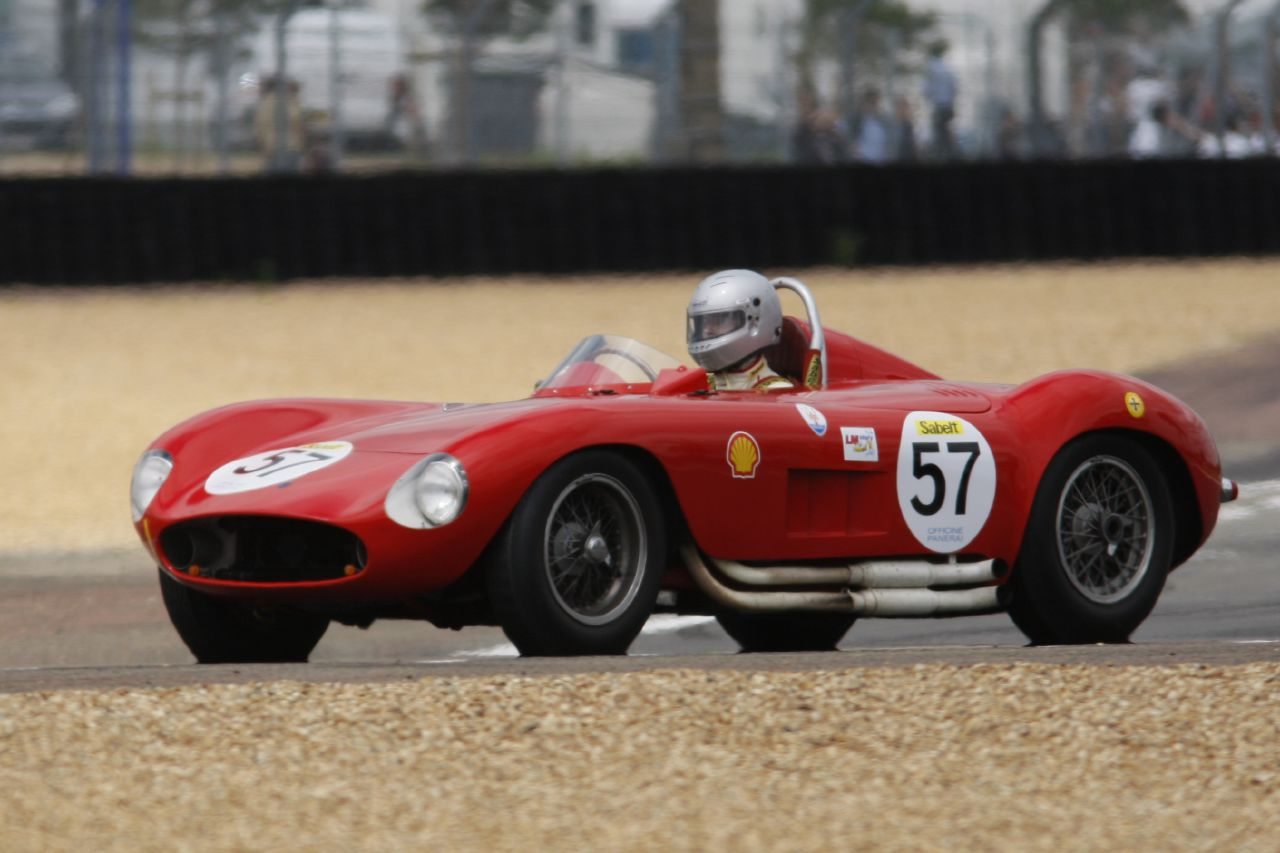
… und Maserati 300S

Die Sportwagen-Weltmeisterschaft 1956 war die vierte Saison dieser Meisterschaft. Sie begann am 29. Januar und endete am 12. August 1956.

## Meisterschaft
Die Weltmeisterschaft des Jahres 1956 umfasste nur fünf Rennen. Erstmals zählte das 24-Stunden-Rennen von Le Mans nicht zur Serie. Nach dem katastrophalen Unfall 1955 erhielt das Rennen 1956 keinen Weltmeisterschaftsstatus.
Die Saison entwickelte sich zu einem Zweikampf der beiden italienischen Sportwagenhersteller Ferrari und Maserati. Maserati vertraute auf den 1955 entwickelten 300S während Ferrari zu dem ebenfalls aus dem Vorjahr stammenden 290MM mit dem 860 Monza einen neuen Sportwagen entwickelte. Nach dem Einstellen der Rennaktivitäten bei der Daimler AG suchten sich die beiden Spitzenfahrer Juan Manuel Fangio und Stirling Moss neue Arbeitgeber. Während Fangio zu Ferrari ging, unterschrieb Moss bei Maserati.
Die Meisterschaft begann im Januar mit dem 1000-km-Rennen von Buenos Aires und dem Sieg von Moss und Carlos Menditéguy für Maserati. Maserati gewann aber nur beim 1000-km-Rennen auf dem Nürburgring ein weiteres Mal, was nicht genügte, um gegen Ferrari, deren Rennmannschaft in den drei übrigen Rennen siegte, die Weltmeisterschaft zu gewinnen.
Nur die drei besten Resultate der fünf Rennen zählten für die Gesamtwertung der Meisterschaft. Punkte gab es nur für die Hersteller und für die ersten sechs Ränge der jeweiligen Rennen; nach der Reihenfolge 8-6-4-3-2-1.

## Rennkalender
| Nr. | Datum           | Rennname / Rennstrecke                                            | Team                      | Gesamtsieger                                        | Fahrzeug          | Meisterschaft |
| --- | --------------- | ----------------------------------------------------------------- | ------------------------- | --------------------------------------------------- | ----------------- | ------------- |
| 1   | 29. Januar      | 1000-km-Rennen von Buenos Aires (Autódromo Municipal-Avenida Paz) | Officine Alfieri Maserati | Stirling Moss Carlos Menditéguy                     | Maserati 300S     | Marken        |
| 2   | 24. März        | 12-Stunden-Rennen von Sebring (Sebring International Raceway)     | Scuderia Ferrari          | Eugenio Castellotti Juan Manuel Fangio              | Ferrari 860 Monza | Marken        |
| 3   | 28. – 29. April | Mille Miglia (Brescia – Rom – Brescia)                            | Scuderia Ferrari          | Eugenio Castellotti                                 | Ferrari 290MM     | Marken        |
| 4   | 27. Mai         | 1000-km-Rennen auf dem Nürburgring (Nürburgring)                  | Officine Alfieri Maserati | Stirling Moss Piero Taruffi Harry Schell Jean Behra | Maserati 300S     | Marken        |
| 5   | 12. August      | 1000-km-Rennen von Kristianstad (Råbelövsbanan)                   | Scuderia Ferrari          | Phil Hill Maurice Trintignant                       | Ferrari 290MM     | Marken        |

## Marken-Weltmeisterschaft für Konstrukteure

### Gesamtwertung
| Position | Konstrukteur  | 1   | 2 | 3 | 4   | 5 | Gesamt |
| -------- | ------------- | --- | - | - | --- | - | ------ |
| 1        | Ferrari       | (6) | 8 | 8 | (6) | 8 | 24     |
| 2        | Maserati      | 8   | 2 |   | 8   |   | 18     |
| 3        | Jaguar        |     | 4 |   |     | 3 | 7      |
| 4        | Aston Martin  |     | 3 |   | 2   |   | 5      |
| 5        | Porsche       |     | 1 |   | 3   |   | 4      |
| 6        | Mercedes-Benz | 1   |   | 1 |     |   | 2      |